# Tirreno-Adriático 2011
46 wyścig kolarski Tirreno-Adriático, który odbył się od 9 do 15 marca 2011 roku. Liczyła siedem etapów, o łącznym dystansie 1075 km. Wyścig zaliczany był do rankingu światowego UCI World Tour 2011. Zwycięzcą wyścigu został Australijczyk Cadel Evans, drugi był Holender Robert Gesink, a trzeci Włoch Michele Scarponi.
W wyścigu startowało dwóch Polaków - Maciej Bodnar z grupy Liquigas Cannondale oraz Przemysław Niemiec z grupy Lampre ISD. Przemysław Niemiec uplasował się na 37. miejscu, a Maciej Bodnar zajął 81. pozycję.

## Uczestnicy
Na starcie wyścigu stanęło 20 drużyn. Wśród nich znalazło się wszystkie osiemnaście ekip UCI World Tour 2011 oraz dwie inne zaproszone przez organizatorów. Każda z drużyn wystawiła po 8 kolarzy, dzięki czemu w całym wyścigu wystartował 160 zawodników. 
Lista drużyn uczestniczących w wyścigu:
| Numery | Kod | Drużyna                   |
| ------ | --- | ------------------------- |
| 1-8    | ASA | Aqua & Sapone             |
| 11-18  | A2R | AG2R-La Mondiale          |
| 21-28  | BMC | BMC Racing Team           |
| 31-38  | EUS | Euskaltel-Euskadi         |
| 41-48  | FAR | Farnese Vini-Neri Sottoli |
| 51-58  | THR | HTC - Highroad            |
| 61-68  | KAT | Team Katusha              |
| 71-78  | LAM | Lampre ISD                |
| 81-88  | LIQ | Liquigas-Cannondale       |
| 91-98  | MOV | Team Movistar             |

| Numery  | Kod | Drużyna                 |
| ------- | --- | ----------------------- |
| 101-108 | OLO | Omega Pharma-Lotto      |
| 111-118 | AST | Pro Team Astana         |
| 121-128 | QST | Quick Step Cicling Team |
| 131-138 | RAB | Rabobank                |
| 141-148 | SBS | Saxo Bank Sungard       |
| 151-158 | SKY | Procycling Sky          |
| 161-168 | GRM | Garmin-Cervelo          |
| 171-178 | LEO | Team Leopard-Trek       |
| 181-188 | RSH | Team RadioShack         |
| 191-198 | VCD | Vacansoleil-DCM         |

## Etapy
| Etap | Data     | Start - Meta                     | km   | Typ         | Zwycięzca etapu   | Lider         |
| ---- | -------- | -------------------------------- | ---- | ----------- | ----------------- | ------------- |
| 1.   | 9 marca  | Marina di Carrara                | 16.8 | TTT         | Rabobank          | Lars Boom     |
| 2.   | 10 marca | Carrara - Arezzo                 | 204  | Pagórkowaty | Tyler Farrar      | Tyler Farrar  |
| 3.   | 11 marca | Terranuova Bracciolini - Perugia | 189  | Płaski      | Juan José Haedo   | Tyler Farrar  |
| 4.   | 12 marca | Narni - Chieti                   | 240  | Górski      | Michele Scarponi  | Robert Gesink |
| 5.   | 13 marca | Chieti - Castelraimondo          | 240  | Górski      | Philippe Gilbert  | Cadel Evans   |
| 6.   | 14 marca | Ussita - Macerata                | 178  | Górski      | Cadel Evans       | Cadel Evans   |
| 7.   | 15 marca | San Benedetto del Tronto         | 9.3  | ITT         | Fabian Cancellara | Cadel Evans   |

### Etap 1 - 09.03: Marina di Carrara, 16,8 km
| #  | Zespół                | Czas    |  |
| -- | --------------------- | ------- |  |
| 1  | Rabobank Cycling Team | 18' 08" |  |
| 2  | Garmin-Cervelo        | + 09"   |  |
| 3  | HTC - Highroad        | + 10"   |  |
|    |                       |         |  |
| 5  | Liquigas-Cannondale   | + 22"   |  |
| 10 | Lampre ISD            | + 37"   |  |

| #  | Zawodnik            | Zespół | Czas    |
| -- | ------------------- | ------ | ------- |
| 1  | Lars Boom           | RAB    | 18' 08" |
| 2  | Sebastian Langeveld | RAB    | + 0"    |
| 3  | Robert Gesink       | RAB    | + 0"    |
|    |                     |        |         |
| 34 | Maciej Bodnar       | LIQ    | + 22"   |
| 70 | Przemysław Niemiec  | LAM    | + 37"   |

### Etap 2 - 10.03: Carrara > Arezzo, 204 km
| #   | Zawodnik            | Zespół | Czas       |
| --- | ------------------- | ------ | ---------- |
| 1   | Tyler Farrar        | GRM    | 4h 56' 06" |
| 2   | Alessandro Petacchi | LAM    | + 0"       |
| 3   | Juan José Haedo     | SBS    | + 0"       |
|     |                     |        |            |
| 123 | Przemysław Niemiec  | LAM    | + 12"      |
| 131 | Maciej Bodnar       | LIQ    | + 25"      |

| #  | Zawodnik           | Zespół | Czas       |
| -- | ------------------ | ------ | ---------- |
| 1  | Tyler Farrar       | GRM    | 5h 14' 13" |
| 2  | Tom Leezer         | RAB    | + 2"       |
| 3  | Lars Boom          | RAB    | + 2"       |
|    |                    |        |            |
| 66 | Maciej Bodnar      | LIQ    | + 48"      |
| 69 | Przemysław Niemiec | LAM    | + 50"      |

### Etap 3 - 11.03: Terranuova Bracciolini > Perugia, 189 km
| #   | Zawodnik           | Zespół | Czas       |
| --- | ------------------ | ------ | ---------- |
| 1   | Juan José Haedo    | SBS    | 4h 36' 45" |
| 2   | Tyler Farrar       | GRM    | + 0"       |
| 3   | Daniel Oss         | LIQ    | + 0"       |
|     |                    |        |            |
| 125 | Przemysław Niemiec | LAM    | + 0"       |
| 129 | Maciej Bodnar      | LIQ    | + 0"       |

| #  | Zawodnik           | Zespół | Czas       |
| -- | ------------------ | ------ | ---------- |
| 1  | Tyler Farrar       | GRM    | 9h 53' 51" |
| 2  | Juan José Haedo    | SBS    | + 5"       |
| 3  | Lars Boom          | RAB    | + 6"       |
|    |                    |        |            |
| 61 | Maciej Bodnar      | LIQ    | + 55"      |
| 64 | Przemysław Niemiec | LAM    | + 57"      |

### Etap 4 - 12.03: Narni > Chieti, 240 km
| #  | Zawodnik           | Zespół | Czas       |
| -- | ------------------ | ------ | ---------- |
| 1  | Michele Scarponi   | LAM    | 6h 10' 05" |
| 2  | Damiano Cunego     | LAM    | + 0"       |
| 3  | Cadel Evans        | BMC    | + 0"       |
|    |                    |        |            |
| 61 | Przemysław Niemiec | LAM    | + 6' 36"   |
| 71 | Maciej Bodnar      | LIQ    | + 6' 36"   |

| #  | Zawodnik           | Zespół | Czas        |
| -- | ------------------ | ------ | ----------- |
| 1  | Robert Gesink      | RAB    | 16h 05' 01" |
| 2  | Cadel Evans        | BMC    | + 10"       |
| 3  | Ivan Basso         | LIQ    | + 12"       |
|    |                    |        |             |
| 64 | Maciej Bodnar      | LIQ    | + 7' 11"    |
| 65 | Przemysław Niemiec | LAM    | + 7' 13"    |

### Etap 5 - 13.03: Narni > Chieti, 244 km
| #  | Zawodnik           | Zespół | Czas       |
| -- | ------------------ | ------ | ---------- |
| 1  | Philippe Gilbert   | OLO    | 6h 43' 02" |
| 2  | Woute Poels        | VCD    | + 0"       |
| 3  | Damiano Cunego     | LAM    | + 0"       |
|    |                    |        |            |
| 47 | Przemysław Niemiec | LAM    | + 3' 40"   |
| 83 | Maciej Bodnar      | LIQ    | + 15' 07"  |

| #  | Zawodnik           | Zespół | Czas        |
| -- | ------------------ | ------ | ----------- |
| 1  | Cadel Evans        | BMC    | 22h 48' 45" |
| 2  | Ivan Basso         | LIQ    | + 02"       |
| 3  | Damiano Cunego     | LAM    | + 03"       |
|    |                    |        |             |
| 44 | Przemysław Niemiec | LAM    | + 10' 41"   |
| 67 | Maciej Bodnar      | LIQ    | + 22' 06"   |

### Etap 6 - 14.03: Ussita > Macerata, 178 km
| #   | Zawodnik           | Zespół | Czas       |
| --- | ------------------ | ------ | ---------- |
| 1   | Cadel Evans        | BMC    | 4h 37' 58" |
| 2   | Giovanni Visconti  | FAR    | + 0"       |
| 3   | Michele Scarponi   | LAM    | + 0"       |
|     |                    |        |            |
| 31  | Przemysław Niemiec | LAM    | + 1' 17"   |
| 142 | Maciej Bodnar      | LIQ    | + 21' 31"  |

| #  | Zawodnik           | Zespół | Czas        |
| -- | ------------------ | ------ | ----------- |
| 1  | Cadel Evans        | BMC    | 27h 26' 33" |
| 2  | Michele Scarponi   | LAM    | + 09"       |
| 3  | Ivan Basso         | LIQ    | + 12"       |
|    |                    |        |             |
| 36 | Przemysław Niemiec | LAM    | + 12' 05"   |
| 90 | Maciej Bodnar      | LIQ    | + 43' 47"   |

### Etap 7 - 15.03: San Benedetto del Tronto, 9,3 km
| #  | Zawodnik           | Zespół | Czas     |
| -- | ------------------ | ------ | -------- |
| 1  | Fabian Cancellara  | LEO    | 10' 33"  |
| 2  | Lars Boom          | RAB    | + 09"    |
| 3  | Adriano Malori     | LAM    | + 19"    |
|    |                    |        |          |
| 90 | Przemysław Niemiec | LAM    | + 1' 15" |
| 13 | Maciej Bodnar      | LIQ    | + 0' 31" |

| #  | Zawodnik           | Zespół | Czas        |
| -- | ------------------ | ------ | ----------- |
| 1  | Cadel Evans        | BMC    | 27h 37' 37" |
| 2  | Robert Gesink      | RAB    | + 11"       |
| 3  | Michele Scarponi   | LAM    | + 15"       |
|    |                    |        |             |
| 37 | Przemysław Niemiec | LAM    | + 12' 49"   |
| 81 | Maciej Bodnar      | LIQ    | + 43' 47"   |

## Liderzy klasyfikacji po etapach
| Etap                 | Zwycięzca            | Klasyfikacja generalna | Klasyfikacja punktowa | Klasyfikacja górska | Klasyfikacja młodzieżowa | Klasyfikacja drużynowa |
| -------------------- | -------------------- | ---------------------- | --------------------- | ------------------- | ------------------------ | ---------------------- |
| 1                    | Rabobank             | Lars Boom              | -                     | -                   | Robert Gesink            | Rabobank               |
| 2                    | Tyler Farrar         | Tyler Farrar           | Tyler Farrar          | Javier Aramendia    | Robert Gesink            | Rabobank               |
| 3                    | Juan José Haedo      | Tyler Farrar           | Tyler Farrar          | Javier Aramendia    | Robert Gesink            | Rabobank               |
| 4                    | Michele Scarponi     | Robert Gesink          | Tyler Farrar          | Javier Aramendia    | Robert Gesink            | Liquigas-Cannondale    |
| 5                    | Philippe Gilbert     | Cadel Evans            | Tyler Farrar          | Davide Malacarne    | Robert Gesink            | Liquigas-Cannondale    |
| 6                    | Cadel Evans          | Cadel Evans            | Michele Scarponi      | Davide Malacarne    | Robert Gesink            | Liquigas-Cannondale    |
| 7                    | Fabian Cancellara    | Cadel Evans            | Michele Scarponi      | Davide Malacarne    | Robert Gesink            | Liquigas-Cannondale    |
| Klasyfikacja końcowa | Klasyfikacja końcowa | Cadel Evans            | Michele Scarponi      | Davide Malacarne    | Robert Gesink            | Liquigas-Cannondale    |

## Końcowa klasyfikacja generalna
| M-ce | Imię i nazwisko  | Kraj       | Drużyna               | Czas        |
| ---- | ---------------- | ---------- | --------------------- | ----------- |
| 1.   | Cadel Evans      | Australia  | BMC Racing Team       | 27h 37' 37" |
| 2.   | Robert Gesink    | Holandia   | Rabobank Cycling Team | + 11"       |
| 3.   | Michele Scarponi | Włochy     | Lampre ISD            | + 15"       |
| 4.   | Ivan Basso       | Włochy     | Liquigas-Cannondale   | + 24"       |
| 5.   | Vincenzo Nibali  | Włochy     | Liquigas-Cannondale   | + 30"       |
| 6.   | Marco Pinotti    | Włochy     | HTC - Highroad        | + 39"       |
| 7.   | Tiago Machado    | Portugalia | Team RadioShack       | + 42"       |
| 8.   | Damiano Cunego   | Włochy     | Lampre ISD            | + 50"       |
| 9.   | Philippe Gilbert | Belgia     | Omega Pharma-Lotto    | + 57"       |
| 10.  | Thomas Lövkvist  | Szwecja    | Procycling Sky        | + 58"       |